# Uli Bayerschmidt
Uli Bayerschmidt (* 3. März 1967 in München) ist ein ehemaliger deutscher Fußballspieler.

## Karriere
Aus der Jugendabteilung des FC Bayern München hervorgegangen, spielte Bayerschmidt zunächst für die Amateurmannschaft der Bayern. Zur Saison 1986/87 erhielt er einen Lizenzspieler-Vertrag und absolvierte sein erstes Bundesligaspiel – in der 83. Minute für Michael Rummenigge eingewechselt – am 15. April 1987 (25. Spieltag) beim 3:2-Sieg im Heimspiel gegen Werder Bremen. Sein einziges Tor in der Bundesliga erzielte er am 21. Mai 1988 (34. Spieltag) beim 4:3-Sieg der Bayern im Auswärtsspiel gegen Bayer 04 Leverkusen mit dem Treffer zum zwischenzeitlichen 2:3 in der 50. Minute. Dies war zugleich auch sein letztes von vier Bundesligaspielen für den FC Bayern München, mit dem er in seiner Premierensaison Deutscher Meister wurde.
International absolvierte Bayerschmidt je ein Spiel im Europapokal der Landesmeister (beim 0:0-Unentschieden am 1. Oktober 1986 im Heim- und Rückspiel der 1. Runde gegen die PSV Eindhoven) und im UEFA-Pokal (beim 3:1-Sieg am 7. September 1988 im Heim- und Hinspiel der 1. Runde gegen Legia Warschau). Dem Europapokalfinale 1987 in Wien gegen den FC Porto durfte er Bank beiwohnen.
In der Winterpause der Saison 1988/89 wechselte er zum 1. FC Nürnberg und spielte zweieinhalb weitere Jahre in der Bundesliga, bevor er – als Stammspieler – drei Jahre lang für Hertha BSC in der 2. Bundesliga aktiv war. Von 1994 bis 1996 spielte er in der Regionalliga Nordost bei Tennis Borussia Berlin, die den Abstieg aus der 2. Bundesliga 1994 nicht verhindern konnte. Seine Karriere endete 1996 mit dem Gewinn der Meisterschaft in der Regionalliga Nordost. Sein letztes Ligaspiel bestritt er am 24. April 1996 (nachgeholter 21. Spieltag) beim 1:0-Sieg im Auswärtsspiel gegen den FC Erzgebirge Aue.